# Хамней
Хамней (рос. Хамней, бур. Хамни) — село Закаменського району, Бурятії Росії. Входить до складу Сільського поселення Хамнейське.
Населення — 744 особи (2015 рік).